# Viradão Carioca
Viradão Carioca foi um evento cultural anual promovido pela Prefeitura da Cidade do Rio de Janeiro, a partir de 2009, através da Secretaria Municipal de Cultura em parceria com entidades privadas, que envolvia a realização de eventos espalhados por toda a cidade, dando ênfase, principalmente, à música, ao teatro e à dança. Estreou em 2009 e sua última edição ocorreu em 2013. O foi idealizado tendo como inspiração a Virada Cultural da cidade de São Paulo.
Com o intuito de incentivar o convívio social através da cultura, o evento foi marcado pela apresentação de grandes nomes no cenário artístico nacional e também por atrações internacionais. Grande parte dos eventos acontecia nas zonas periféricas da cidade, em bairros como Madureira e Bangu. No último ano de sua realização, em 2013, o sucesso dos anos anteriores fez com que o evento se realizasse também nas cidades vizinhas de Niterói e Nova Iguaçu.
Criado em 2009, durante o primeiro mandato do prefeito Eduardo Paes, o evento cultural durou apenas cinco anos, tendo sua última edição sido realizada apenas um ano após a reeleição do mesmo prefeito.

## Edições
| Ano                     | Duração                   |
| ----------------------- | ------------------------- |
| 2009[carece de fontes?] | 5 de junho - 7 de junho   |
| 2010                    | 23 de abril - 25 de abril |
| 2011                    | 20 de maio - 22 de maio   |
| 2012                    | 4 de maio - 6 de maio     |
| 2013                    | 5 de junho - 7 de junho   |

## 2009

#### Artistas musicais
| - Ricardo Vilas - Tiãozinho Mocidade - Luiza Possi - Marina Lima - Carlos Lyra - Jorge Mautner - Nelson Jacobina - Moraes Moreira | - Elza Soares - Farofa Carioca - Sandra de Sá - Hildon - Tony Garrido - Pedro Holanda - Dudu Nobre - Rita Ribeiro | - Beth Carvalho - Aplauso - Quarto Teto - Radar Master - Nega Gizza - The Skatalites - Tom Zé |

#### Eventos de Dança
- Centro Cultural Carioca
- Cia. de Dança João Piccoli
- Cia Nós de Dança

#### Eventos de teatro
- Cia Paulista de Artes

#### Filmes
- Budapeste
- Divã
- Ninguém Sabe o Duro que Dei
- Maratona de cinema no Cine Odeon
- Vila Mimosa

## 2010

#### Artistas musicais
| - Dona Ivone Lara - Preta Gil - Marcelo D2 - DJ Marlboro - Luiz Melodia - Arlindo Cruz - Jorge Ben Jor - Sérgio Loroza - Nei Lopes - Luana Carvalho - Zé Renato - Moacyr Luz - Jards Macalé - Farofa Carioca - Carlos Malta - Pife Muderno - Toque de Linha - Marjorie Estiano - Martinho da Vila - As Chicas | - Pitty - Cidade Negra - Zé Zuca - Falamansa - Mart'nália - Jair Rodrigues - Dudu Nobre - Claudio Birra - Geraldo Azevedo - Fábio Júnior - Elba Ramalho - Buchecha - Molejo - Diogo Nogueira - Lulu Santos - Jeito Moleque - Jorge Aragão - Afroreggae - MC Marechal - Dughetto | - Sany Pitbull - Ricky Vallen - Túlio Dek - Lucas Silveira - MV Bill - Zé Zuca - Gustavo Lins - Mariana Aydar - Edu Krieger - Paula Toller - 4 Cabeça - Dodô Azevedo - Fernanda Magalhães - Rogê - Vitor Araújo - MC Leonardo - Black Alien - Marcelo D2 - Silvério Pontes - Milton Nascimento |

#### Eventos de dança
- Pretérito Perfeito Imperfeito - Renato Vieira Cia de Dança
- Cia de Dança Carlinhos de Jesus

#### Eventos de teatro
- Contação de Histórias com a "Dupla do Conto - Axullé e Axopé"
- Contação de Histórias com o "Grupo Escuta Só"
- Números circences com o "Grupo Uplion"

## 2011

#### Artistas musicais
| - Fino Coletivo - A Cor do Som - Orquestra Voadora - Orquestra Imperial - Biquini Cavadão - DJ Lencinho - Léo Jaime - Luis Carlinhos - Arnaldo Antunes - Céu - Inimigos do Rei - DJ Montano - DJ MAM - Nicolas Krassif - Blitz - Jorge Vercilo | - DJ Zé Roque - Nem te conto - Jorge e Matheus - Bangalafumenga - Bom Gosto - Galocantô - Calçadão Carioca - DJ Pretinha - Farofa Carioca - Velha Guarda da Portela - Fernanda Abreu - Fresno - Banda Marcial dos Fuzileiros Navais - Bateria Mirim Filhos da Água - Simpatia é quase Amor | - Luan Santana - Luka - Pique Novo - Paralamas do Sucesso - Charlie Brown Jr. - Dicró - Afroreggae - Melanina Carioca - Scracho - NX Zero - Grupo Disfarce - Buchecha - Preta Gil - Latino - Belo |

#### Eventos de dança
- Oficina de Danças Populares
- Oficina Roda de Capoeira

#### Eventos de teatro
- Esquete Acrobacias Aéreas
- Oficina de Circo (infanto-juvenil)

## 2012

#### Artistas musicais
| - Titica - Michal Sullivan - Luan Santana - Monobloco - Arlindo Cruz - MV Bill - Batuk D Gueto - Samba de Raiz - Rogê | - Kid Abelha - Rancore - Korzus - Sepultura - Hawaianos - Márcio G - Arlindo Neto - Erasmo Carlos - Lulu Santos | - Pique Novo - BWG - MC Bruninha - Pedro Luís - Thaís Gulin - Fiuk - Ana Carolina - Jammil e Uma Noites - Cidade Negra |

#### Eventos de dança
- Batalha do Passinho

#### Eventos de teatro
- "O Carnaval dos Animais" - Grupo Giramundo Teatro de Bonecos